# John Martyn (muzyk)
John Martyn, właśc. Iain David McGeachy (ur. 11 września 1948, zm. 29 stycznia 2009) – brytyjski piosenkarz i gitarzysta.

## Życiorys
Martyn współpracował m.in. z takimi wykonawcami jak Eric Clapton, David Gilmour, czy Phil Collins. Muzyk zmarł na zapalenie płuc 29 stycznia 2009 roku w wieku 60 lat.
Odznaczony Orderem Imperium Brytyjskiego IV klasy (OBE).

## Dyskografia
- London Conversation (1967)
- The Tumbler (1968)
- Stormbringer! (1970) (z Beverley Martyn)
- The Road to Ruin (1970) (z Beverley Martyn)
- Bless the Weather (1971)
- Solid Air (1973)
- Inside Out (1973)
- Sunday's Child (1975)
- One World (1977)
- Grace and Danger (1980)
- Glorious Fool (1981)
- Well Kept Secret (1982)
- Sapphire (1984)
- Piece by Piece (1986)
- The Apprentice (1990)
- Cooltide (1991)
- And (1996)
- The Church with One Bell (covers album) (1998)
- Glasgow Walker (2000)
- On the Cobbles (2004)